# Кунатани, Семи
Семи Кунабули Кунатани OF (англ. Semi Kunabuli Kunatani; род. 27 октября 1990, Фиджи) — фиджийский регбист, винг французского клуба «Тулуза», олимпийский чемпион 2016 года по регби-7 (выступает за сборную Фиджи по регби-7 с 2013 года).

## Карьера
Выступал за фиджийскую команду по регби-7 «Ямасия». В 2013 году дебютировал за сборную Фиджи на этапе Мировой серии регби-7 в Дубае, одержав со сборной победу. В сезоне 2014/2015 занёс 37 попыток, трижды попадал в сборную звёзд турниров в Голд-Косте, Лас-Вегасе и Глазго. Международное признание получил по итогам турнира в Гонконге, когда был включён в символическую сборную турнира по версии известнейшего тренера новозеландской сборной Гордона Тичьенса.
С сезона 2015/2016 представляет «Тулузу» в чемпионате Франции (Топ-14). В составе фиджийской сборной одержал победу на Олимпиаде в Рио-де-Жанейро, сыграв шесть матчей и поучаствовав в занесении четырёх попыток в финальном матче против Великобритании. По итогам турнира вошёл в символическую сборную с соотечественниками Осеа Колинисау и Джосуа Туисова.

## Статистика

### Этапы мировой серии по регби-7
| Сезон   | Статистика | Статистика | Итоговое место | Турниров сыграно | Чемпион                                  | Серебряный призёр | Бронзовый призёр        |
| Сезон   | Матчи      | Попытки    | Итоговое место | Турниров сыграно | Чемпион                                  | Серебряный призёр | Бронзовый призёр        |
| ------- | ---------- | ---------- | -------------- | ---------------- | ---------------------------------------- | ----------------- | ----------------------- |
| 2013/14 | 32         | 9          | 3-е место      | 6/9              | 1 Дубай                                  | 0                 | 2 Глазго и Веллингтон   |
| 2014/15 | 52         | 40         | 1-е место      | 9/9              | 4 Голд-Кост; Лас-Вегас; Гонконг и Глазго | 0                 | 3 Дубай; Сибуя и Лондон |
| 2015/16 | 12         | 5          | -              | 2/6              | 0                                        | 0                 | 2 Веллингтон и Сидней   |
| Итого   | 96         | 54         | -              | 17               | 5                                        | 0                 | 7                       |

## Награды
- Чемпион летних Олимпийских игр 2016 года
- Офицер ордена Фиджи (2016)[4]